# Pollegio
Pollegio (lombardsky Puléisg, německy zastarale Klösterli) je obec ve švýcarském kantonu Ticino, okresu Leventina. Nachází se v severní části kantonu, v údolí Valle Leventina. Žije zde 800 obyvatel.

## Geografie
Obec Pollegio leží na dně údolí Valle Leventina, zvaném Bassa Leventina. Součástí obce je místní část Pasquerio, která se rozrostla společně se sousední Biascou.
Staveniště pro jižní portál nového Gotthardského úpatního tunelu a návštěvnické centrum Gotthard South se nachází v obci Pollegio. Samotný jižní portál se nachází hned za hranicí obce Bodio.
Sousedními obcemi jsou Serravalle, Bodio, Personico a Biasca.

## Historie

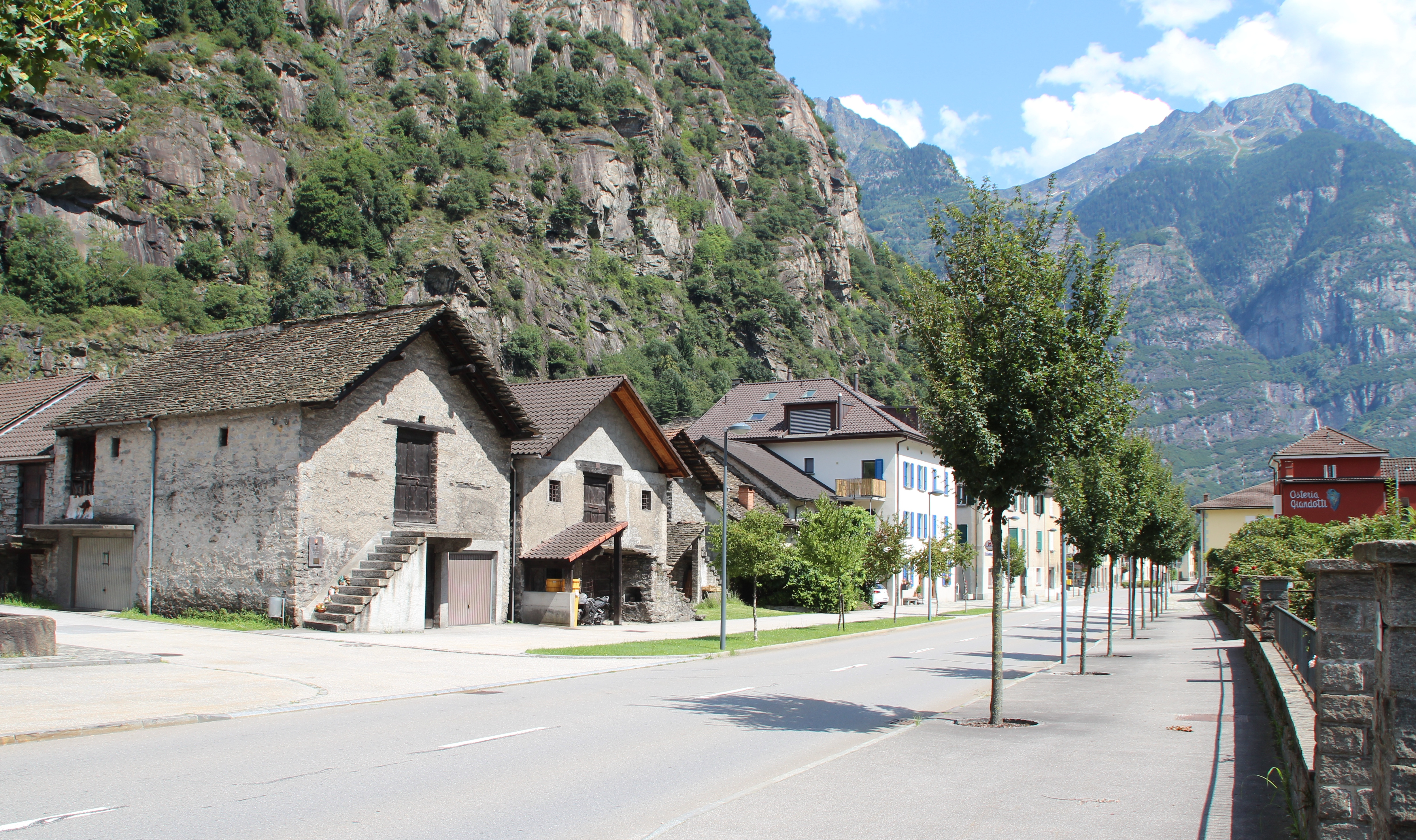
Hlavní třída v obci

První zmínka o obci pochází z roku 1237 a nese název Poleccio/Puletio. Na počátku 13. století patřilo Pollegio k vicinii Giornico, v roce 1329 k degagnii Symbola a vicinii Symora; v 16. století tvořilo vicinii spolu s Bodiem a Personicem. Dnes je samostatnou obcí.
Právě v Pollegiu složili roku 1422 obyvatelé Uri válečnou přísahu před bitvou u Arbeda a právě odtud poslali konfederáti 14. listopadu 1478 téhož milánskému vévodovi poselstvo se zprávou o vyhlášení války. V témže roce byla vesnice zpustošena vévodovými vojsky. Po bitvě u Giornica byli padlí pohřbeni v Pollegiu, kde Švýcaři postavili na počest nevinných civilních obyvatel kostel, který byl po roce 1570 rozšířen.
V roce 1622 nechal kardinál Federico Borromeo, plně oddaný tridentskému duchu svého bratrance Karla Borromea, postavit seminář na místě špitálu, který vybudovali Humiliáti (zmiňovaný v letech 1210–1236, od roku 1326 nazývaný klášterem). Seminář Santa Maria, který v letech 1622–1814 vedla oblátská kongregace svatých Ambrože a Karla Borromea, hrál až do roku 1852 důležitou roli ve vzdělávání duchovních v italsky mluvícím Švýcarsku. Poté byl zestátněna, sloužil jako gymnázium (do roku 1873), poté jako koedukační učitelský ústav, dokud nebylo oddělení pro budoucí učitele v roce 1878 přeneseno do Locarna a oddělení pro učitelky v roce 1881. V roce 1885 bylo v budově opět zřízeno samostatné oddělení diecézního semináře, které bylo v letech 1919–1923 dočasně uzavřeno. Následně ji používaly různé školy a ústavy. V budově, kterou převzala charita, se nacházel azylový dům a poté sídlo programů zaměstnanosti.
V průběhu staletí byla vesnice opakovaně zaplavována řekami Ticino a Brenno. Tradiční hospodářství bylo založeno na zemědělství a chovu hospodářských zvířat, ale v 19. století se zde začala těžit také žula. V roce 1999 bylo v oblasti mezi Pollegiem a Bodiem vybudováno rozsáhlé staveniště jako součást nové železniční transverzály (AlpTransit Gotthard AG). V letech 2003–2016 bylo na staveništi provozováno informační centrum (v roce 2019 převzala stavbu společnost Armasuisse).

## Obyvatelstvo
| Rok            | 1602 | 1745 | 1850 | 1900 | 1950 | 1970 | 1980 | 1990 | 2000 | 2010 | 2020 |
| Počet obyvatel | 316  | 279  | 468  | 531  | 483  | 763  | 717  | 702  | 723  | 807  | 800  |

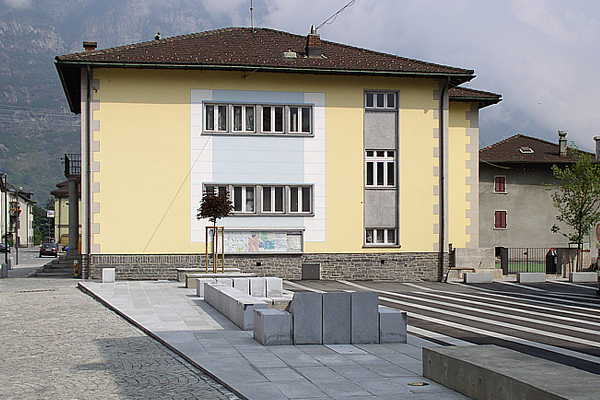
Obecní úřad

Údolí Leventina je jednou z italsky mluvících oblastí Švýcarska. Převážná většina obyvatel obce proto hovoří italsky.

## Doprava
Pollegio se nachází na Gotthardské dráze, významné železniční trati, spojující střední Švýcarsko s kantonem Ticino. Od zprovoznění Gotthardského úpatního tunelu v roce 2016 byla většina tranzitní dopravy převedena do něj a regionální vlaky přestaly na zastávce v obci zastavovat. Veřejnou dopravu tak zajišťují žluté autobusy Postauto, spojující Pollegio se železniční stanicí Biasca.
Obec leží u dálnice A2 (Basilej – Lucern – Lugano – Chiasso). Nejbližším sjezdem je exit 44, nacházející v Biasce. Pollegiem prochází také původní kantonální hlavní silnice č. 2.